# Glenea khasiana
Glenea khasiana är en skalbaggsart som beskrevs av Stefan von Breuning 1956. Glenea khasiana ingår i släktet Glenea och familjen långhorningar. Inga underarter finns listade i Catalogue of Life.